# Ras Moshe

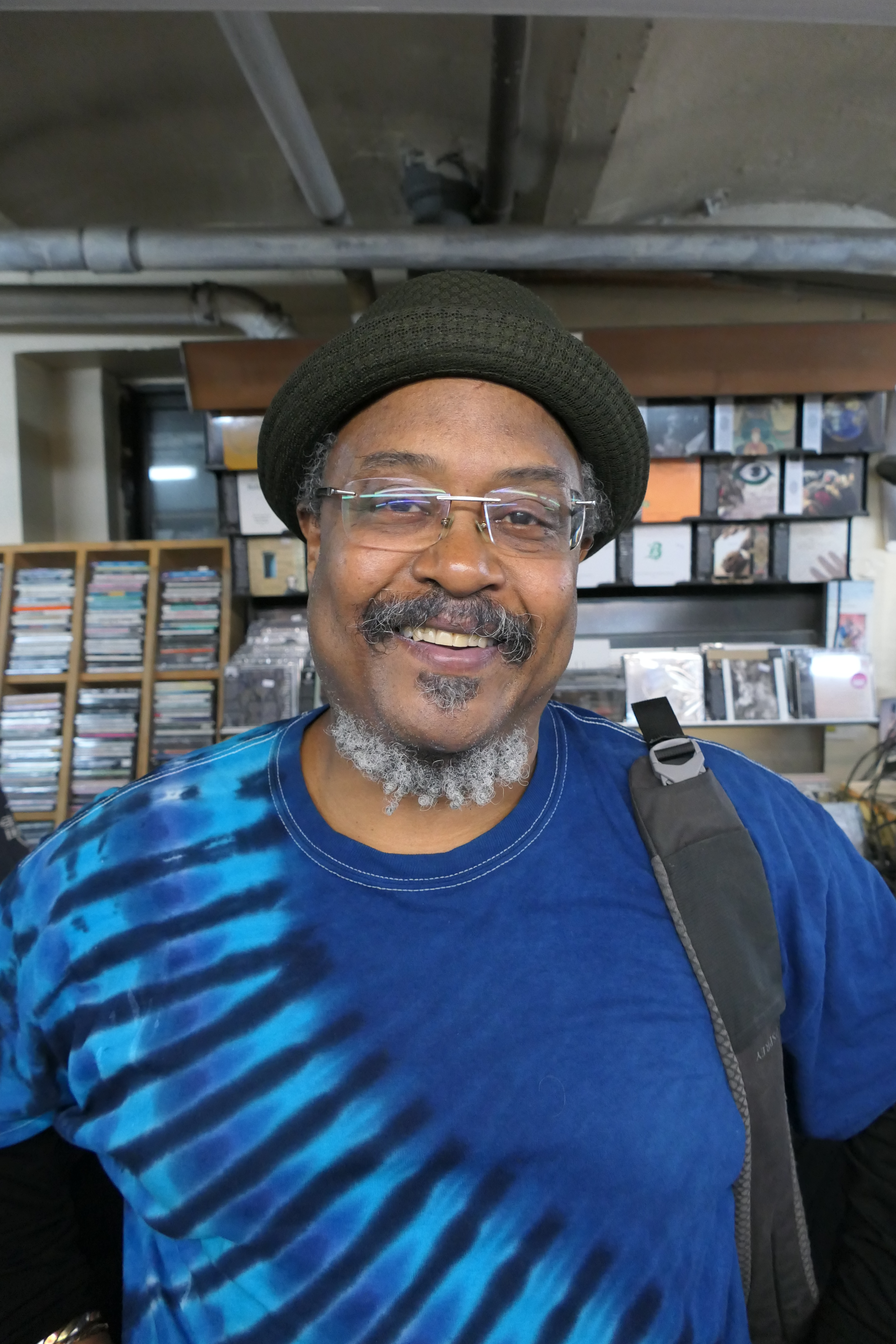
Ras Moshe (2025)

Ras Moshe (* 22. März 1968 in Brooklyn) ist ein US-amerikanischer Jazz-Musiker (Saxophon, Flöte, Klarinette).

## Leben und Wirken
Ras Moshe stammt aus einer Musikerfamilie; sein Großvater Theodore „Ted“ Barnett kam in den frühen 1930er-Jahren aus Jamaika nach Brooklyn und war Saxophonist in den Bands von Lucky Millinder, Don Redman, Earl Bostic, Jimmy Mundy und Ella Fitzgerald. Als Jugendlicher spielte Ras in Schulbands; er arbeitete seit Anfang der 2000er-Jahre in der New Yorker Avantgarde-Szene in verschiedenen Formationen mit Rashid Bakr, Matt Lavell, Todd Nicholson, Lou Grassi, Sabir Mateen, Dom Minasi (The Bird, the Girl and the Donkey, 2010), Herb Robertson, Blaise Siwula, Erika Dagnino und Steve Swell. Unter eigenem Namen legte mit seinem Quartett das Album Transcendence vor. Moshe war neun Jahre Kurator der Veranstaltungsreihe Music Now series, die u. a. im Brecht Forum stattfand und aus der seine Bandprojekte Ras' Music Now Ensembles/Units hervorgingen.

## Diskografische Hinweise
- Jeffrey Shurdut, Marc Edwards, Ras Moshe, Blaise Siwula: The Emergency Broadcast System (Ayler Records, 2005, ed. 2008)
- Live Spirits, Vol. 3 (2006)
- Transcendence (2007)
- Ras Moshe, Dave Ross, Federico Ughi: Red River Flows (577 Records, 2008)
- Dom Minasi Septet: The Bird, the Girl and the Donkey II (2012)
- Matt Lavelle: The Crop Circles Suite (Mahakala, 2024)